# Système d’alerte de cisaillement du vent à basse altitude
Le système d’alerte de cisaillement du vent à basse altitude (en anglais Low-level windshear alert system ou LLWAS), aussi connu comme Système de détection des microrafales, est un système d'alerte de cisaillement du vent à basse altitude ou dans les basses couches. Il mesure les vitesses et les directions moyennes du vent de surface à l'aide d'un réseau d'anémomètres, situés près des pistes et le long des couloirs d'approche ou de départ d'un aéroport (par cisaillement du vent on entend le terme générique pour désigner les différences de vent sur une courte distance opérationnelle (par rapport au vol d'un aéronef) qui englobe les phénomènes météorologiques, notamment les fronts de rafales, les micro-rafales, les cisaillements verticaux et les derechos). 

## Fonctionnement

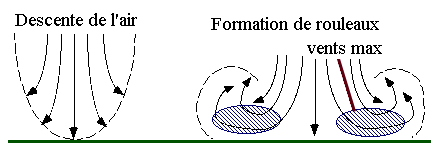
Schéma du cisaillement des vents dans une micro-rafale.

Le LLWAS compare les résultats sur sa zone d'exploitation pour déterminer si des vents calmes et stables, des changements de vent (par rapport aux pistes), des rafales, des vents divergents, des vents divergents soutenus (indicatifs de cisaillement) ou des vents divergents forts et soutenus (indicatifs de micro-rafales) sont observés. Une station « maître » LLWAS interroge chaque anémomètre distant à chaque cycle du système (nominalement toutes les dix secondes), fournit les moyennes de vent de l'aéroport en vigueur, les vents spécifiques aux pistes, les rafales, peut définir également de nouvelles alertes de cisaillement du vent ou de micro-rafales et ainsi réinitialiser les minuteries de compte à rebours du temps écoulé depuis la dernière alerte.  
Selon les règles de la compagnie aérienne, les pilotes doivent éviter les micro-rafales si des avertissements sont émis par un système de détection de cisaillement du vent automatisé et doivent donc attendre pour s'assurer que les conditions de départ ou d'atterrissage sont sûres pour les performances et le domaine de vol de l'aéronef. Les pilotes peuvent décider d'atterrir (ou d'effectuer une approche interrompue) après l'émission des alertes de cisaillement du vent. 
Les alertes de cisaillement du vent par le LLWAS sont définies comme un gain ou une perte de vitesse du vent compris entre 15 et 30 nœuds aligné avec la direction de la piste. Des alertes de micro-rafales LLWAS sont émises pour une perte de vitesse supérieure à 30 nœuds sur la piste ou à moins de trois milles marins de l'approche ou à deux milles marins du départ (des micro-rafales dépassant 110 nœuds ont pu être observées). 
Chaque aéroport équipé de LLWAS peut disposé de six et jusqu'à trente-deux stations éloignées. Chaque station distante utilise un anémomètre et un équipement de radio-télécommunication (montés sur un poteau de 45 m de haut). Les mesures du vent des stations éloignées sont transmises à une station maître de la tour de contrôle de la circulation aérienne (ATC), qui interroge les stations éloignées, exécute des algorithmes de cisaillement du vent, de front de rafales et génère des avertissements lorsque des conditions de cisaillement du vent ou de micro-rafales sont détectées. Les observations et avertissements actuels sont affichés pour les contrôleurs d'approche du terminal de contrôle d'approche, pour les contrôleurs locaux et au sol de la tour de contrôle de la circulation aérienne. 
Les contrôleurs aériens relaient les alertes spécifiques de la piste prévue aux pilotes via la communication radio vocale. Des alertes récentes de cisaillement du vent peuvent également figurer dans les émissions radio du système automatisé d'information sur les terminaux (ATIS). Les alertes de cisaillement du vent et de micro-rafales LLWAS aident les pilotes pendant les périodes d'affluence en approche finale et au départ, souvent lorsque la circulation est dense, les plafonds bas, les obstructions à la vision et les précipitations modérées à fortes ajoutent à la difficulté de déterminer en quelques secondes le niveau du danger.

## Historique

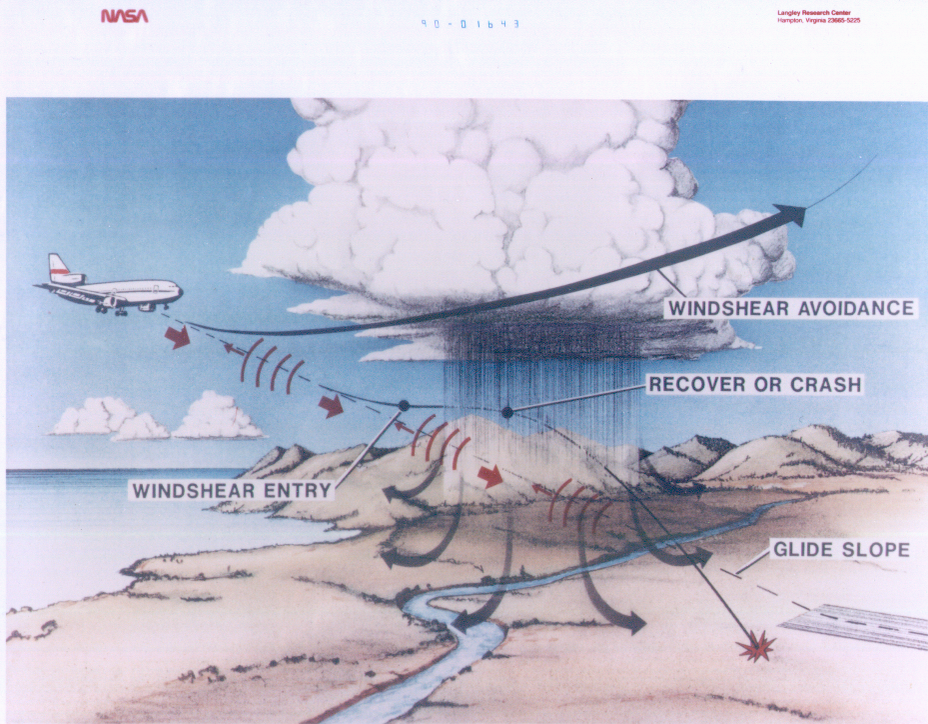
Effets de vents cisaillants lors d'une approche d'aéroport.

Le système LLWAS d'origine (LLWAS I) a été développé par la Federal Aviation Administration (FAA) en 1976 en réponse à l'accident de cisaillement du vent du vol 66 d'Eastern Air Lines en 1975 à New York. LLWAS I disposait alors d'un anémomètre à champ central ainsi que cinq anémomètres montés sur poteau situés à la périphérie d'une seule piste. Ce premier système a été installé dans 110 aéroports par la FAA entre 1977 et 1987. Le cisaillement du vent était détecté à l'aide d'un algorithme de différence vectorielle simple, déclenchant une alarme lorsque l'amplitude du vecteur différentiel entre l'anémomètre à champ central et l'un des cinq autres anémomètres dépassait 15 nœuds. 
Le déploiement du LLWAS II s'est composé de mises à niveau logicielles et matérielles du LLWAS I existant pour améliorer la détection du cisaillement du vent et réduire les fausses alarmes. Entre 1988 et 1991, tous les systèmes LLWAS I ont été mis à niveau pour être conformes à LLWAS II. Les études de déploiement du cisaillement du vent menées de 1989 à 1994 ont permis de déterminer les sites LLWAS-II qui justifiaient une mise à niveau vers un radar météorologique (Terminal Doppler Weather Radar TDWR ou Weather Systems Processor (WSP)), ou une extension du réseau vers les versions LLWAS-NE (Network Expansion) ou LLWAS-RS (Relocate / Sustain) ou une combinaison des deux systèmes. En 2005, tous les LLWAS-II avaient été mis hors service pour l'un de ces systèmes de détection de cisaillement du vent de remplacement. 
Le LLWAS-NE a ajouté la possibilité de couvrir plus d'une seule piste, en utilisant jusqu'à 32 stations distantes pour fournir des alertes spécifiques aux pistes pour les pistes parallèles et croisées dans dix grands aéroports en combinaison avec le système TDWR. Le LLWAS-RS améliore encore le service dans 40 sites d'exploitation LLWAS-2 restants (non justifiés pour une solution radar) pour utiliser des algorithmes LLWAS-NE et prolonger la durée de vie de 20 ans, en partie en ajoutant des anémomètres à ultrasons sans pièces mobiles. Le programme LLWAS-RS a débuté en réponse à l'enquête du National Transportation Safety Board (NTSB) sur l'accident du vol USAir 1016 à Charlotte, en Caroline du Nord, en 1994. À partir de cet accident, il a été déterminé que le LLWAS-II devait retrouver et conserver sa capacité d'origine, souvent dégradée par la croissance des arbres et les constructions annexes d'aéroports tels que les hangars qui obstruent ou dévient le vent près des capteurs des stations distantes LLWAS.